# Serdar Taşçı
Serdar Taşçı (nascut en Esslingen am Neckar, Alemanya, el 24 d'abril de 1987), és un futbolista alemany d'origen turc que juga com a defensa central i actualment està sense equip.

## Internacional
Ha estat internacional amb la selecció de futbol d'Alemanya, ha jugat 11 partits internacionals.

### Participacions en Copes del Món
| Mundial                        | Seu        | Resultat |
| ------------------------------ | ---------- | -------- |
| Copa Mundial de Futbol de 2010 | Sud-àfrica |          |

## Clubs
| Club              | País     | Any       |
| ----------------- | -------- | --------- |
| VfB Stuttgart     | Alemanya | 2006-2013 |
| FC Spartak Moscou | Rússia   | 2013-     |

## Títols
| Títol         | Club          | País     | Any  |
| ------------- | ------------- | -------- | ---- |
| 1. Bundesliga | VfB Stuttgart | Alemanya | 2007 |